# Tipula aplecta
Tipula aplecta är en tvåvingeart som beskrevs av Alexander 1946. Tipula aplecta ingår i släktet Tipula och familjen storharkrankar. Inga underarter finns listade i Catalogue of Life.